# شکرآباد (زرندیه)
شکرآباد روستایی است از توابع بخش مرکزی شهرستان زرندیه در استان مرکزی ایران.

## جمعیت
این روستا در دهستان حکیم‌آباد قرار دارد و براساس سرشماری مرکز آمار ایران در سال ۱۳۸۵، جمعیت آن ۱۵۳ نفر (۴۱ خانوار) است.